# Ronald Ludington
Ronald Edmund Ludington (Boston, 4 settembre 1934 – Newark, 14 maggio 2020) è stato un pattinatore artistico su ghiaccio statunitense.

## Palmarès
Coppie con Nancy Ludington
| Evento                       | 1957 | 1958 | 1959 | 1960 |
| ---------------------------- | ---- | ---- | ---- | ---- |
| Giochi olimpici invernali    |      |      |      | 3°   |
| Campionati mondiali          | 4°   | 5°   | 3°   | 6°   |
| North American Championships | 3°   |      |      |      |
| Campionati statunitensi      | 1°   | 1°   | 1°   | 1°   |